# Aore Adventist Academy
Aore Adventist Academy ist eine koedukative christliche weiterführende Schule in Aore, Vanuatu. Sie wurde 1927 als New Hebrides Training School gegründet. Im Laufe der Jahre hat sie verschiedentlich den Status gewechselt. Erst 1974 wurde die Aore School zu einer Highschool aufgewertet und in Aore Adventist High School umbenannt. Bis dahin firmierte sie als Parker Missionary School. 1994 benannte der Schulträger die Schule in Aore Adventist Academy um.
2009 hatte die Schule 194 Studenten und 17 Lehrer.

## Lage
Die Aore Adventist Academy liegt an der Südküste der Insel Aore in Vanuatu, etwa 1750 km östlich von Nord-Australien, 500 km nordöstlich von Neukaledonien, westlich von Fidschi und südöstlich von den Salomonen, in der Nähe von Neuguinea.
Die Schulgebäude liegen an der Küste in der Nähe von Handwerksbetrieben einem ehemaligen Krankenhaus und einer Bootsrampe.

## Geschichte

### Anfänge
1925 wurde die kleine Insel Aore als regionale Missionsstation der Adventisten ausgewählt. Eine Fundraising-Kampagne wurde eingeleitet. Mit einem Gedicht wurde in der Ausgabe des Australasian Record vom 8. März 1926 erinnert, dass die Sabbath Schools der australischen Division am Ende des Monats ein Sonderopfer geben sollten.

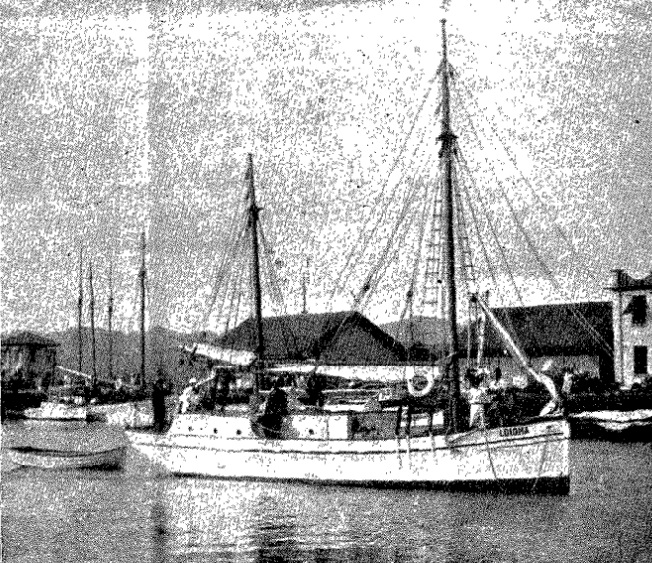
Loloma, Missionsboot der Adventistenmission 1926. Der Heimathafen war Aore School.

1927 sicherte sich die Kirche das Anwesen auf Aore. In der Frühzeit der Schule war es schwierig einen klaren Landbesitz durchzusetzen. Eine Sägemühle wurde gebaut. Das kürzlich erworbene Missionsboot Loloma wurde dort ebenfalls stationiert. Die Loloma wurde genutzt um die Studenten an die Schule zu bringen. Aore wurde damit der Ausgangspunkt der Arbeit der Adventisten in den Neuen Hebriden. Pastor J. R. James, der Superintendent der Mission, und eine Gruppe junger Einwohner der Neuen Hebriden zog ausgerüstet mit Äxten an Land und gründete die erste Schule. Im Lauf der Zeit kamen immer mehr Studenten und die erzieherische und geistliche Arbeit dieser Institution wurde zum Herz der New Hebrides Adventist Mission.

### Seit dem Zweiten Weltkrieg
Der Zweite Weltkrieg kam auch bis zu den Neuen Hebriden. Die Armee der Vereinigten Staaten langte an und übernahm die Kontrolle, bevor die Japaner ankamen. Auf der Insel Espiritu Santo wurden 100.000 Soldaten stationiert. Die einheimische Bevölkerung „war verblüfft über die offenbare Gleichheit mit welcher Schwarzes und Weißes Militärpersonal behandelt wurde. Als sie daran gingen für die Amerikaner zu arbeiten, erhielten sie Respekt und Löhne in Höhen, wie sie es noch nie zuvor erlebt hatten. Die meist großzügigen Amerikaner sahen auch die Lebensbedingungen der Neuen Hebriden und gaben den Angestellten Kleidung und Betten, Eisboxen und Möbel.“
Schon zwei Jahre vorher hatte die Australasische Führung der Adventisten einen Evakuierungsplan entworfen. 1942 schloss die Aore Training School. Die ausländischen Missionsarbeiter kehrten nach Australien zurück. Einheimischer Kirchenführer kümmerten sich in der Abwesenheit um die Mission. Sie erhielten sorgfältig den Kirchenbesitz und leiteten die Sabbath Services. Als die Missionare zurückkehrten waren sie beeindruckt von der Kompetenz, welche diese einheimischen Führers zeigten. Bereits 1943 wurde die Schule wiedereröffnet.
1951 entschied das Mission Council, das Hauptquartier nach Sarakata in Luganville auf der benachbarten Insel Espiritu Santo zu verlegen. Dadurch wurde Raum frei, so dass die Schule expandieren konnte. Das Hauptquartier wurde 1983 nach Port Vila verlegt, im Zuge des Übergangs, da Vanuatu 1980 unabhängig geworden war.

### Seit der Unabhängigkeit 1980
Vanuatu erreichte seine Unabhängigkeit von der Kondominium-Herrschaft von United Kingdom und Frankreich 1980. Bis dahin hatte sich die Demographie und die Transportmöglichkeiten grundlegend geändert. Das damalige Missionsboot, Pacifique, wurde als zu teuer angesehen im Verhältnis zu öffentlichen Verkehrsmitteln. Und außer der Schule verlor Aore seine bedeutende Stellung in der Vanuatu Adventist Mission.